# Ema Klinec
Ema Klinec (* 2. Juli 1998 in Kranj) ist eine slowenische Skispringerin. Bei den Nordischen Skiweltmeisterschaften 2021 in Oberstdorf wurde Klinec Weltmeisterin von der Normalschanze. Im März 2023 gewann sie den ersten bei den Frauen regulär abgehaltenen Wettbewerb im Skifliegen auf dem norwegischen Vikersundbakken. Vom 19. März 2023 bis zum 17. März 2024 hielt sie mit 226 Metern den Skiflugweltrekord der Frauen.

## Werdegang
Klinec gab im Sommer 2010 beim Ladies Cup ihr internationales Debüt. Dabei gewann sie alle fünf Springen, wo sie an den Start ging und belegte am Ende hinter Anna Rupprecht und Katharina Althaus den dritten Platz der Gesamtwertung. Aufgrund dieser guten Leistungen gab Klinec am 22. Januar 2011 in Ljubno ihr Debüt im Continental Cup und belegte auf Anhieb den 16. Platz. Beim zweiten Springen wurde Klinec schon achte. In dieser Saison ging sie auch bei den Continental Cups in Zakopane und Ramsau am Dachstein an den Start und erreichte bei allen vier Springen den zweiten Durchgang. Bei den OPA-Spielen 2011 in Baiersbronn gewann Klinec die Silbermedaille.
Für die Saison 2011/12 wurde Klinec für den B-Kader nominiert. Im Sommer 2011 belegte sie in Bischofsgrün schon die Plätze neun und vier. In Oberwiesenthal erreichte Klinec nach einem fünften Platz beim ersten Springen beim zweiten Springen erstmals auf das Podest. Im Oktober 2011 gewann sie die slowenischen Skisprungmeisterschaften vor Špela Rogelj. Bei ihren ersten Nordischen Junioren-Skiweltmeisterschaften 2012 in Erzurum sprang sie im Einzel auf den 14. Platz und mit dem Team gewann sie die Bronzemedaille. Im Sommer 2012 gewann sie im FIS Cup in Villach und wurde einen Tag später Dritte. In der Alpencup-Saison 2012/13 gewann sie zweimal in Winterberg, zweimal in Žiri und zweimal in Achomitz. Bei ihren zweiten Nordischen Junioren-Skiweltmeisterschaften 2013 in Liberec wurde sie im Einzel Neunte und konnte im Team die Goldmedaille feiern. Am 2. März 2013 gewann sie in Oberwiesenthal ihr erstes Continental-Cup-Springen.
Im Sommer 2013 kam Ema Klinec auf der Anlage Tremplin du Praz in Courchevel im Rahmen des Skisprung-Grand-Prix 2013 zum ersten Mal auf der höchsten Wettkampf-Ebene zum Einsatz und konnte auf Anhieb den Sieg holen. Am 14. und 15. September 2013 gewann sie die beiden COC-Springen in Lillehammer und entschied damit auch die Sommer-COC-Wertung für sich. Zum Auftakt der Weltcup-Saison 2013/14 in Lillehammer gab sie am 6. Dezember 2013 ihr Weltcup-Debüt beim Mixed-Teamwettbewerb und belegte mit der slowenischen Mannschaft den fünften Rang. Am Folgetag debütierte sie im Einzel und sprang als Siebte direkt in die Top Ten. Bei vier weiteren Weltcup-Starts in dieser Saison sprang sie noch drei weitere Mal in unter die besten zehn mit Rang fünf in Tschaikowski als bestes Ergebnis. Am 10. Januar 2014 gewann sie das Alpencup-Springen in Predazzo. Beim Wettbewerb am Folgetag stürzte sie im Probedurchgang und zog sich dabei Bänderrisse im rechten Knie zu, die im Universitätsklinikum Ljubljana operativ behandelt wurden. Dadurch verpasste sie die Olympischen Winterspiele 2014 in Sotschi sowie die komplette Saison 2014/15.
Das internationale Comeback nach ihrer Verletzung gab sie am 11. und 12. Juli 2015 bei FIS-Cup-Springen in Villach. Beim ersten Wettkampf wurde sie disqualifiziert und am Folgetag wurde sie Dritte. Danach belegte sie beim Sommer-Grand-Prix in Courchevel den 15. Platz und sprang als Erste und Zweite in Oberwiesenthal auf das Podium bei Continental-Cup-Springen. Am 16. Januar 2016 erzielte sie als Zweite in Sapporo ihre erste Podestplatzierung im Weltcup. Im weiteren Verlauf der Weltcup-Saison erreichte sie zwei weitere Platzierungen auf dem Podest. Im Gesamtweltcup der Saison 2015/16 belegte sie mit 426 Punkten den neunten Rang und landete damit zum ersten Mal unter den besten zehn. Bei den Olympischen Jugend-Winterspielen 2016 in Lillehammer gewann sie sowohl den Einzelwettbewerb als auch den Mixed-Teamwettbewerb mit der slowenischen Mannschaft. Bei ihren dritten Nordischen Junioren-Skiweltmeisterschaften 2016 in Râșnov wurde sie im Einzel Sechste und wurde Weltmeisterin im Mixed-Teamwettbewerb.
Bei den Slowenischen Meisterschaften 2016 in Planica gewann sie hinter Maja Vtič und vor Eva Logar die Silbermedaille. In der Weltcup-Saison 2016/17 erreichte sie als Zweite in Oberstdorf und Dritte in Pyeongchang zwei weitere Podestplatzierungen. Im Gesamtweltcup der Saison 2016/17 belegte sie mit 630 Punkten den siebten Rang und erreichte damit ihre bis dato beste Platzierung. Bei ihren vierten Nordischen Junioren-Skiweltmeisterschaften 2017 in Park City holte sie in allen drei Wettbewerben, bei denen sie an den Start ging, eine Medaille. Sie holte die Silbermedaille im Einzel- und im Mannschaftswettbewerb sowie die Goldmedaille im Mixed-Teamwettbewerb. Einige Wochen später nahm sie an den Nordischen Skiweltmeisterschaften 2017 in Lahti teil. Sie belegte den fünften Rang im Einzel und den vierten Rang mit dem slowenischen Mixed-Team.
In der Saison 2017/18 belegte sie mit der slowenischen Mannschaft bei den ersten beiden Mannschaftsspringen im Weltcup der Frauen die Plätze fünf in Hinterzarten und zwei in Zaō. Bei ihren fünften Nordischen Junioren-Skiweltmeisterschaften 2018 in Kandersteg holte sie die Silbermedaille im Einzel und wurde mit der slowenischen Mannschaft Weltmeisterin. Sie holte damit ihre insgesamt siebte und achte Medaille bei Junioren-Weltmeisterschaften. Bei den Olympischen Winterspielen 2018 in Pyeongchang belegte sie im Einzelwettbewerb auf der Normalschanze den 14. Platz.

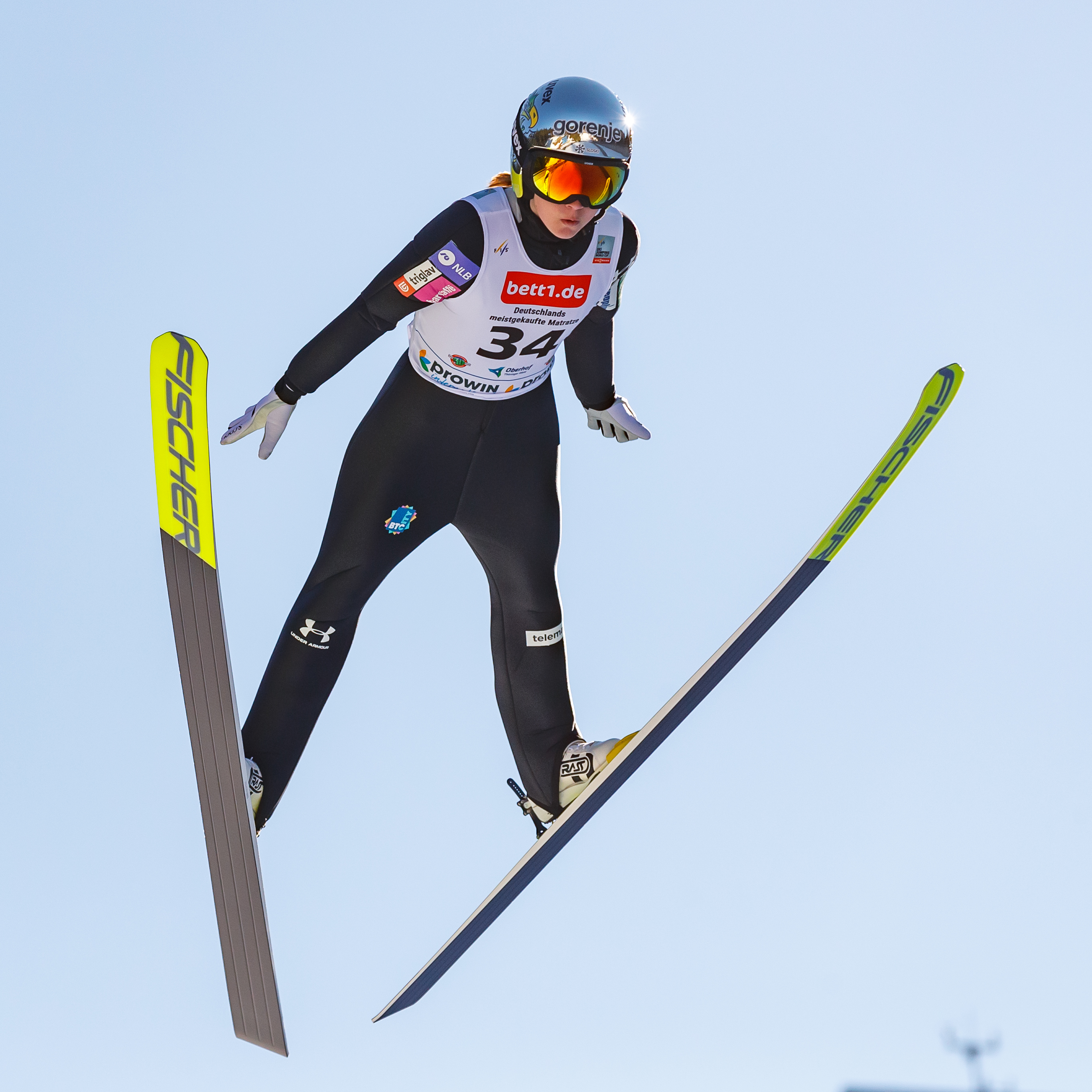
Ema Klinec beim Weltcup-Springen in Oberhof 2022

Bei den slowenischen Meisterschaften 2018 ging Klinec als Titelverteidigerin und Favoritin an den Start, stürzte jedoch am 23. Dezember 2018 bei ihrem zweiten Sprung auf der Großschanze in Planica bei der Landung und zog sich dabei einen Kreuzbandriss mit Knorpelschaden im linken Knie zu. Dies bedeutete damit das vorzeitige Saisonaus.
Mitte September 2019 ging Klinec beim Continental Cup in Stams erstmals nach ihrer Verletzung wieder bei einem internationalen Wettkampf an den Start. Während sie zunächst als Vierte das Podest knapp verpasste, konnte sie tags darauf ihren fünften Continental-Cup-Sieg vor Marita Kramer und Urša Bogataj feiern. Auch zu Beginn des Weltcups 2019/20 fand Klinec direkt wieder den Anschluss zu Weltspitze und konnte nach zwei vierten Plätzen in Lillehammer sogar als Zweite das Podest in Klingenthal erreichen. Mitte Dezember wurde sie zudem slowenische Meisterin in Planica. Bei den Nordischen Skiweltmeisterschaften 2021 in Oberstdorf wurde Klinec Weltmeisterin von der Normalschanze und holte so die historisch erste slowenische Medaille im Skispringen der Frauen. Am Saisonende erreichte sie mit dem sechsten Platz ihre bisher beste Platzierung im Gesamtweltcup.
Am 27. November 2021 gewann sie auf dem Tramplin Stork im russischen Nischni Tagil erstmals ein Weltcupspringen. Bei den Olympischen Winterspielen 2022 in Peking wurde sie im Einzelwettbewerb Fünfte.
Am 19. März 2023 gewann Klinec den ersten bei den Frauen regulär abgehaltenen Wettbewerb im Skifliegen auf dem norwegischen Vikersundbakken. Zum Abschluss der zehntägigen Raw-Air-Tour erzielte sie im ersten Durchgang eine Weite von 226 Metern und überbot damit den einen Tag zuvor im Training aufgestellten Weltrekord der Kanadierin Alexandria Loutitt um vier Meter. Im zweiten Durchgang flog Klinec auf 223,5 Meter. Mit einem Vorsprung von 41 Punkten sicherte sie sich den Sieg vor der Norwegerin Silje Opseth und Yūki Itō aus Japan.

## Erfolge

### Weltcupsiege im Einzel
| Nr. | Datum             | Ort           | Typ           |
| --- | ----------------- | ------------- | ------------- |
| 1.  | 27. November 2021 | Nischni Tagil | Normalschanze |
| 2.  | 12. März 2023     | Oslo          | Großschanze   |

### Weltcupsiege im Team
| Nr. | Datum           | Ort       | Typ               |
| --- | --------------- | --------- | ----------------- |
| 1.  | 23. Januar 2021 | Ljubno    | Normalschanze     |
| 2.  | 28. Januar 2022 | Willingen | Großschanze Mixed |

### Grand-Prix-Siege im Einzel
| Nr. | Datum             | Ort          | Typ           |
| --- | ----------------- | ------------ | ------------- |
| 1.  | 15. August 2013   | Courchevel   | Normalschanze |
| 2.  | 9. September 2018 | Tschaikowski | Großschanze   |
| 3.  | 7. Oktober 2023   | Klingenthal  | Großschanze   |

### Continental-Cup-Siege im Einzel
| Nr. | Datum              | Ort            | Typ           |
| --- | ------------------ | -------------- | ------------- |
| 1.  | 2. März 2013       | Oberwiesenthal | Normalschanze |
| 2.  | 14. September 2013 | Lillehammer    | Normalschanze |
| 3.  | 15. September 2013 | Lillehammer    | Normalschanze |
| 4.  | 28. August 2015    | Oberwiesenthal | Normalschanze |
| 5.  | 21. September 2019 | Stams          | Großschanze   |

### Slowenische Meisterschaften
| Slowenische Meisterschaften | Slowenische Meisterschaften | Slowenische Meisterschaften | Slowenische Meisterschaften |
| --------------------------- | --------------------------- | --------------------------- | --------------------------- |
| Gold                        | 2011 Kranj                  | Gold im Einzel              |                             |
| Gold                        | 2016 Kranj (Sommer)         | Gold im Mixed Team          |                             |
| Silber                      | 2016 Planica                | Silber im Einzel            |                             |
| Gold                        | 2017 Kranj (Sommer)         | Gold im Einzel              |                             |
| Gold                        | 2017 Kranj (Sommer)         | Gold im Mixed Team          |                             |
| Gold                        | 2017 Planica                | Gold im Einzel              |                             |
| Gold                        | 2018 Kranj (Sommer)         | Gold im Einzel              |                             |
| Silber                      | 2018 Planica                | Silber im Einzel            |                             |
| Gold                        | 2019 Kranj (Sommer)         | Gold im Einzel              |                             |
| Silver                      | 2019 Kranj (Sommer)         | Silber im Mixed Team        |                             |
| Gold                        | 2019 Planica                | Gold im Einzel              |                             |
| Gold                        | 2020 Kranj (Sommer)         | Gold im Einzel              |                             |
| Gold                        | 2020 Kranj (Sommer)         | Gold im Mixed Team          |                             |
| Silber                      | 2021 Kranj                  | Silber im Einzel            |                             |
| Gold                        | 2022 Kranj (Sommer)         | Gold im Einzel              |                             |

## Statistik

### Weltcup-Platzierungen
| Saison  | Platz | Punkte |
| ------- | ----- | ------ |
| 2013/14 | 25.   | 0175   |
| 2015/16 | 09.   | 0426   |
| 2016/17 | 07.   | 0630   |
| 2017/18 | 11.   | 0381   |
| 2018/19 | 24.   | 0214   |
| 2019/20 | 08.   | 0496   |
| 2020/21 | 06.   | 0492   |
| 2021/22 | 07.   | 0680   |
| 2022/23 | 03.   | 1281   |
| 2023/24 | 13.   | 0540   |
| 2024/25 | 09.   | 0710   |

### Grand-Prix-Platzierungen
| Saison | Platz | Punkte |
| ------ | ----- | ------ |
| 2013   | 16.   | 0100   |
| 2015   | 32.   | 0016   |
| 2017   | 12.   | 0123   |
| 2018   | 02.   | 0265   |
| 2020   | 03.   | 0060   |
| 2021   | 06.   | 0211   |
| 2022   | 13.   | 0080   |
| 2023   | 05.   | 0260   |
| 2024   | 04.   | 0202   |

### Sonstige Platzierungen
| Saison  | Continental Cup | FIS Cup | Ladies Cup    |
| ------- | --------------- | ------- | ------------- |
| 2010/11 | 36.             | –       | 03. (Schüler) |
| 2011/12 | 10.             | –       | 02. (Schüler) |
| 2012/13 | 10.             | 03.     | –             |
| 2013/14 | 25.             | –       | 03.           |
| 2014/15 | –               | –       | –             |
| 2015/16 | 03.             | 29.     | –             |
| 2016/17 | –               | –       | –             |
| 2017/18 | –               | 16.     | –             |
| 2018/19 | –               | 13.     | –             |
| 2019/20 | 18.             | –       | –             |

### Schanzenrekorde
| Schanze (Hillsize)          | Ort          | Land        | Weite   | aufgestellt am   | Rekord bis      |
| --------------------------- | ------------ | ----------- | ------- | ---------------- | --------------- |
| Villacher Alpenarena (HS98) | Villach      | Österreich  | 098,0 m | 14. Juli 2013    | aktuell         |
| Lysgårdsbakken (HS100)      | Lillehammer  | Norwegen    | 104,5 m | 7. Dezember 2013 | aktuell         |
| Adler-Skistadion (HS111)    | Hinterzarten | Deutschland | 108,0 m | 28. Januar 2023  | 29. Januar 2023 |
| Vikersundbakken (HS240)     | Vikersund    | Norwegen    | 226,0 m | 19. März 2023    | 17. März 2024   |